# کاخ وادزدن
کاخ وادزدِن (انگلیسی: Waddesdon Manor) یک عمارت مسکونی بزرگ در روستای وادزدن در باکینگهام‌شر و ۱۰٫۶ کیلومتری غرب آیلزبری است که در سبک معماری نئورونسانس، مابین سال‌های ۱۸۷۴ تا ۱۸۹۸ میلادی، به‌عنوان یک تفریح‌گاهِ آخر هفته، برای «بارون فردیناند د راسچایلد» ساخته شد.
آخرین بازماندهٔ این خانواده که «جیمز د راسچایلد» (۱۸۷۸–۱۹۵۷) بود آن را به نشنال تراست وقف کرد. این عمارت مسکونی سالیانه در حدود ۳۹۰٬۰۰۰ بازدیدکننده دارد.

## نگارخانه

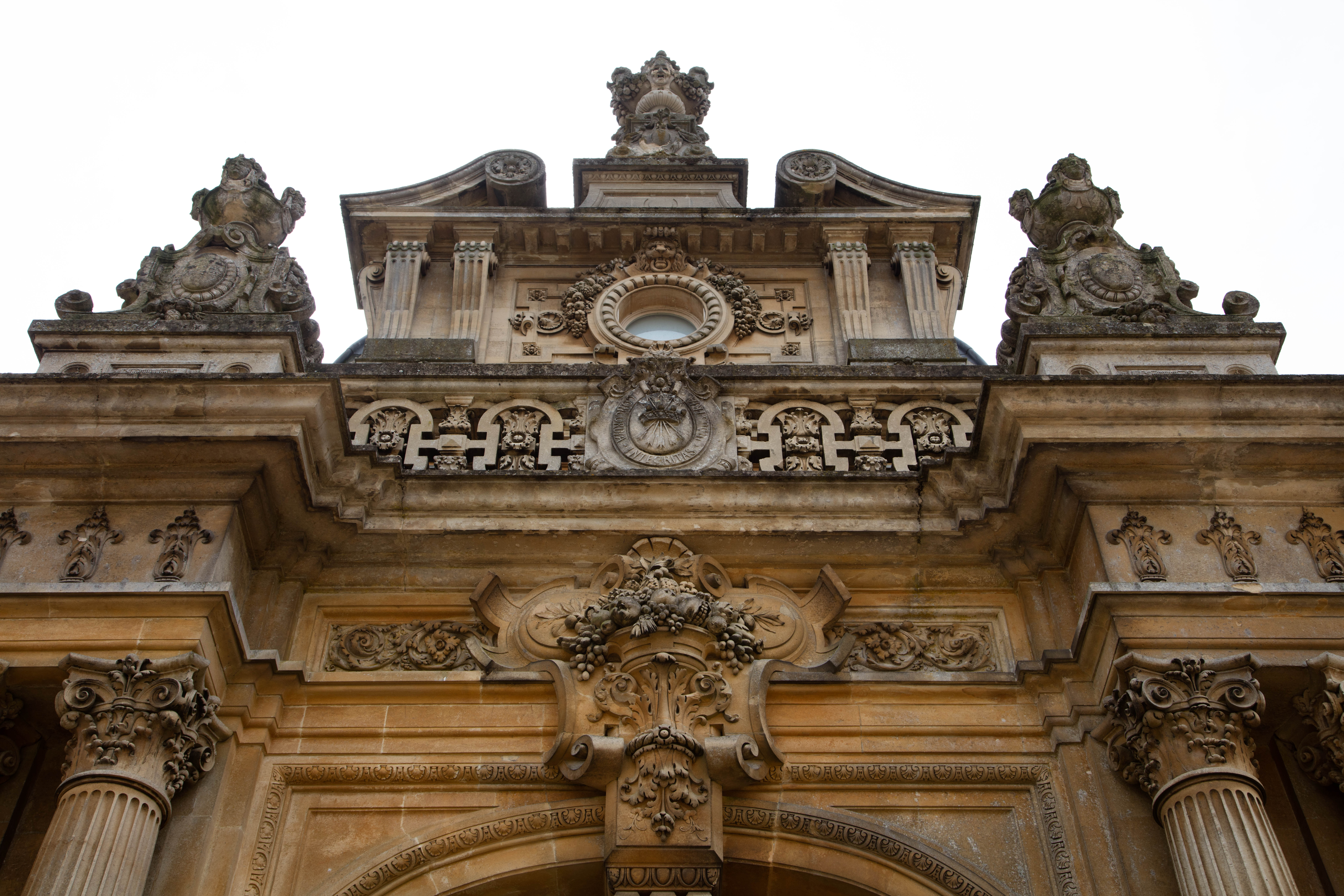
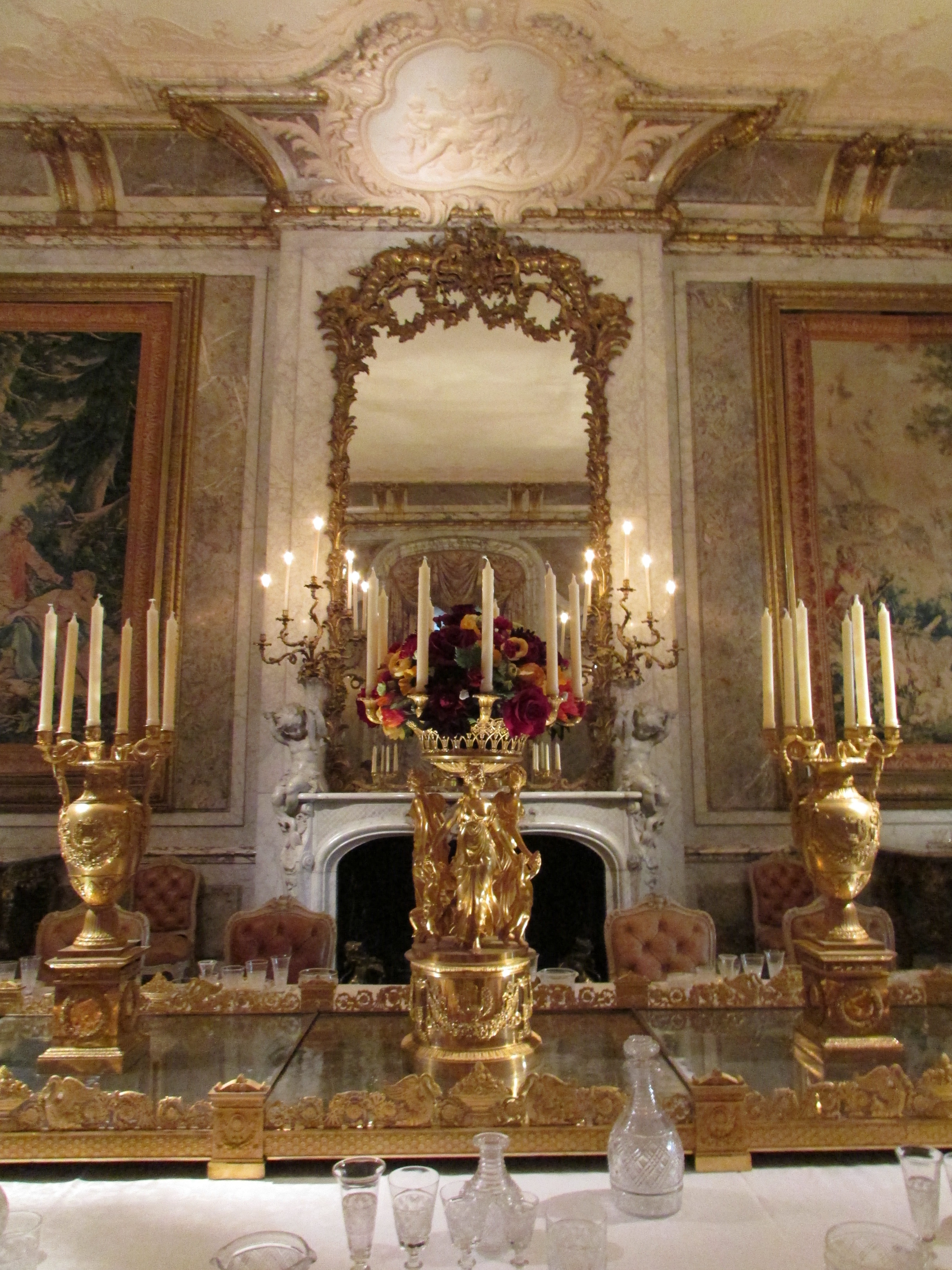
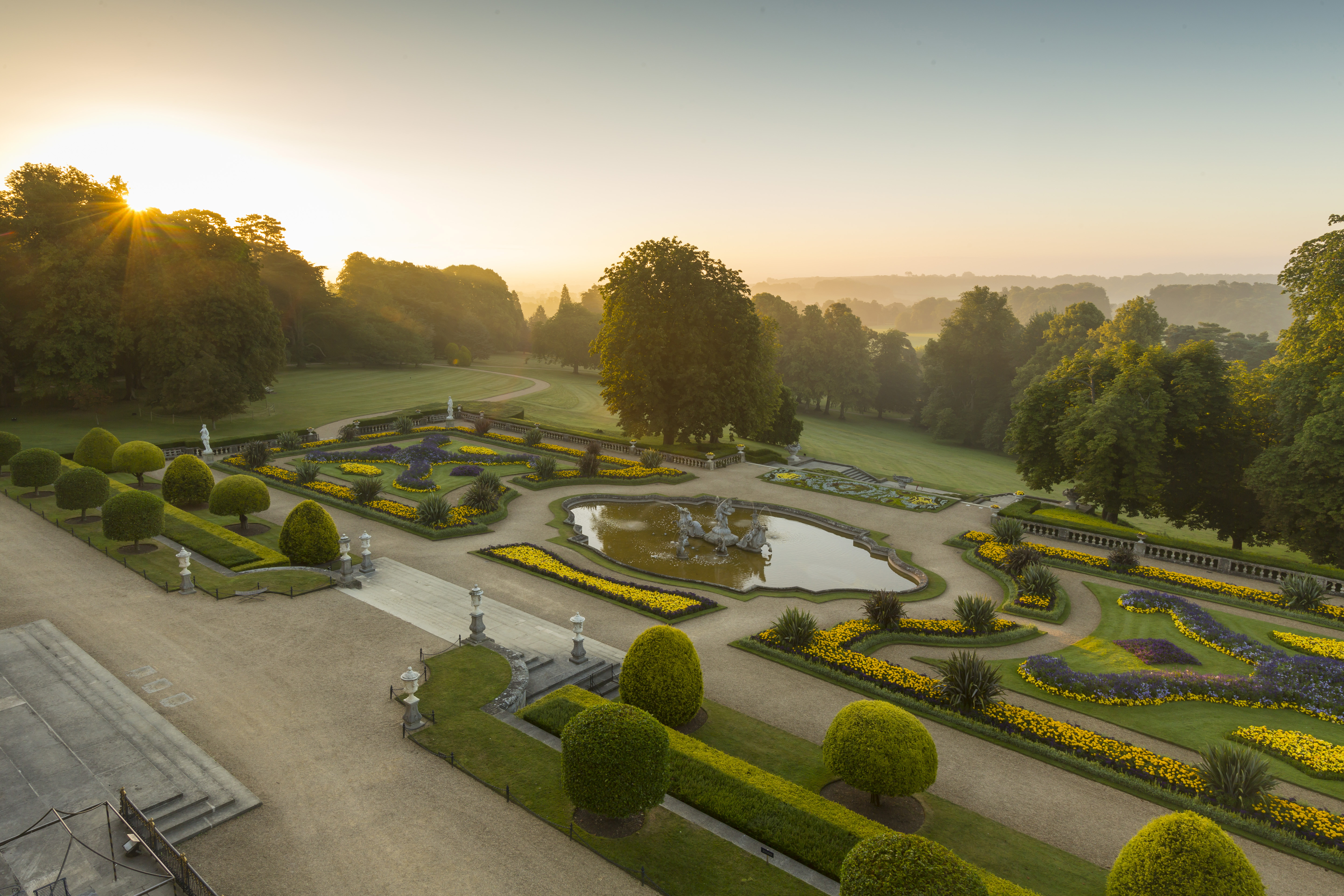
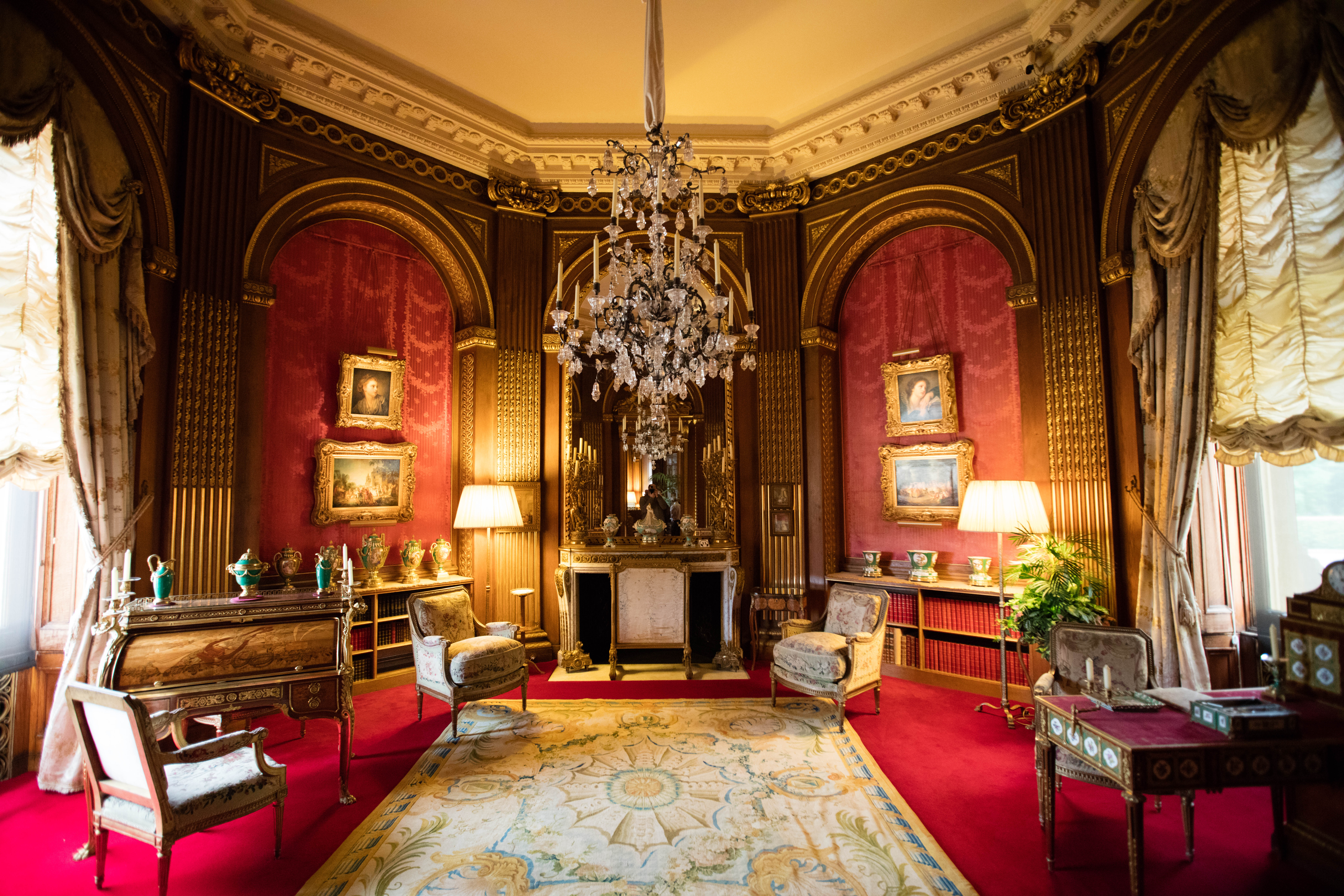
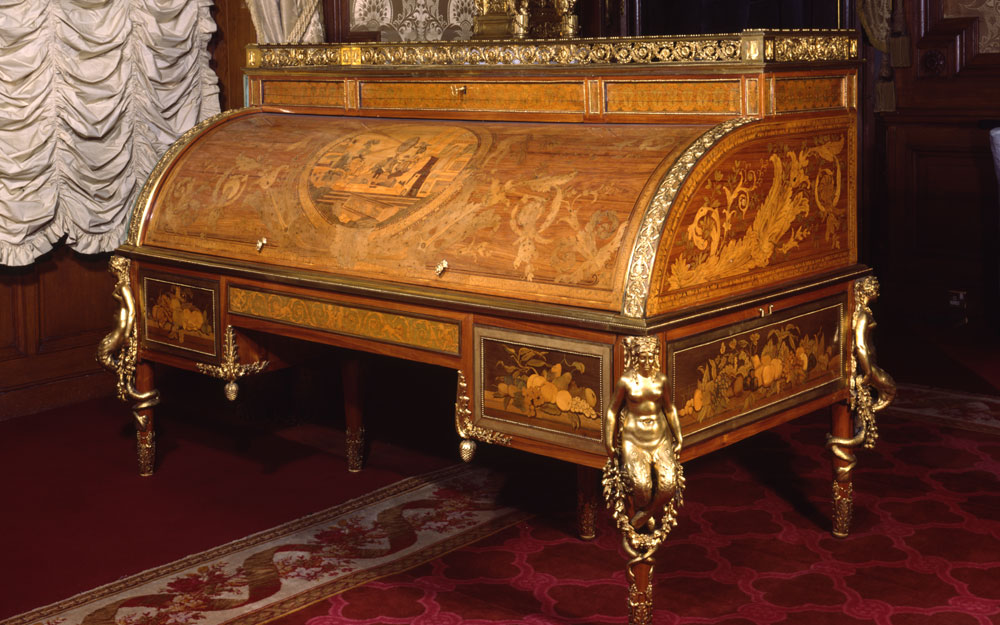
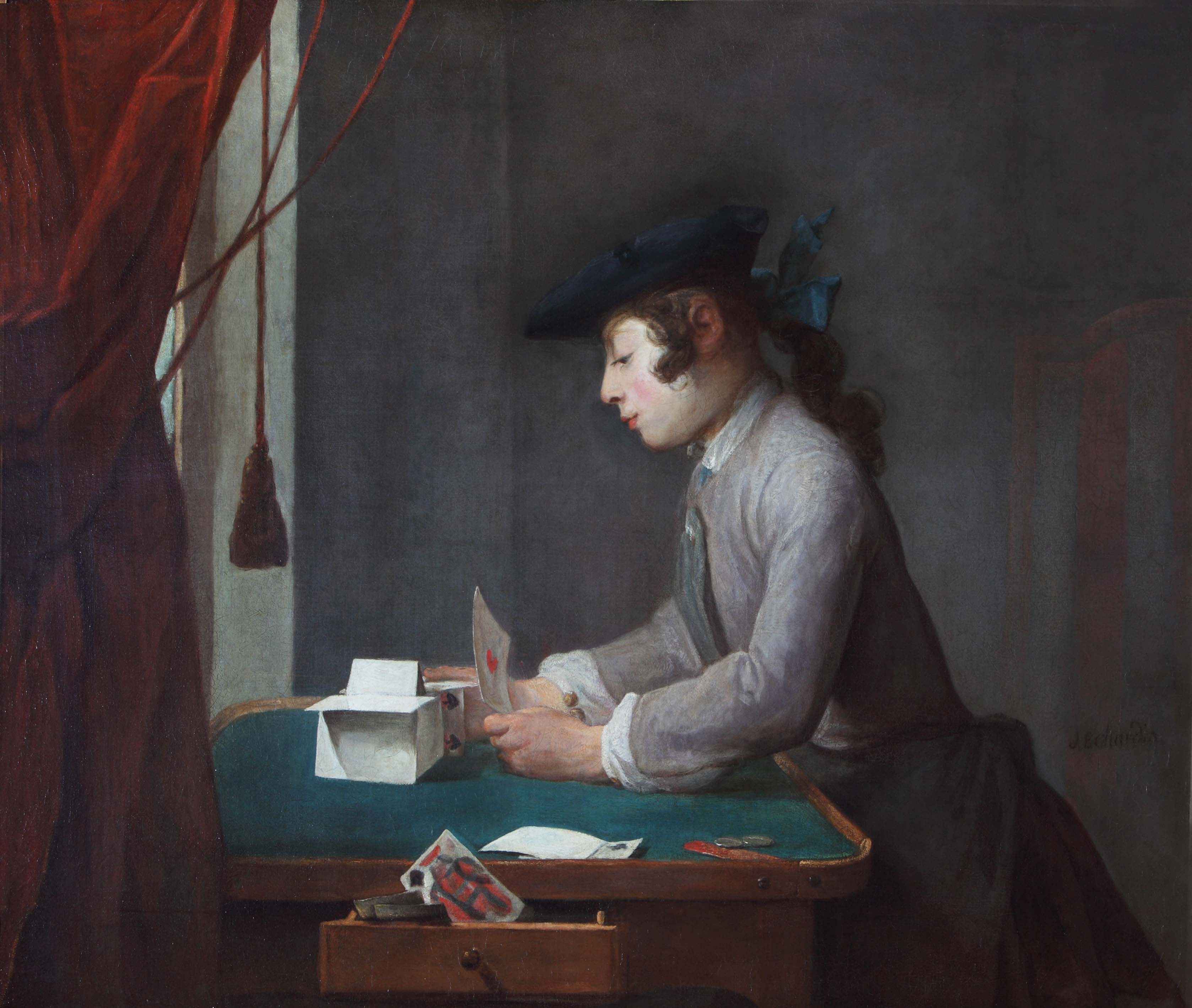
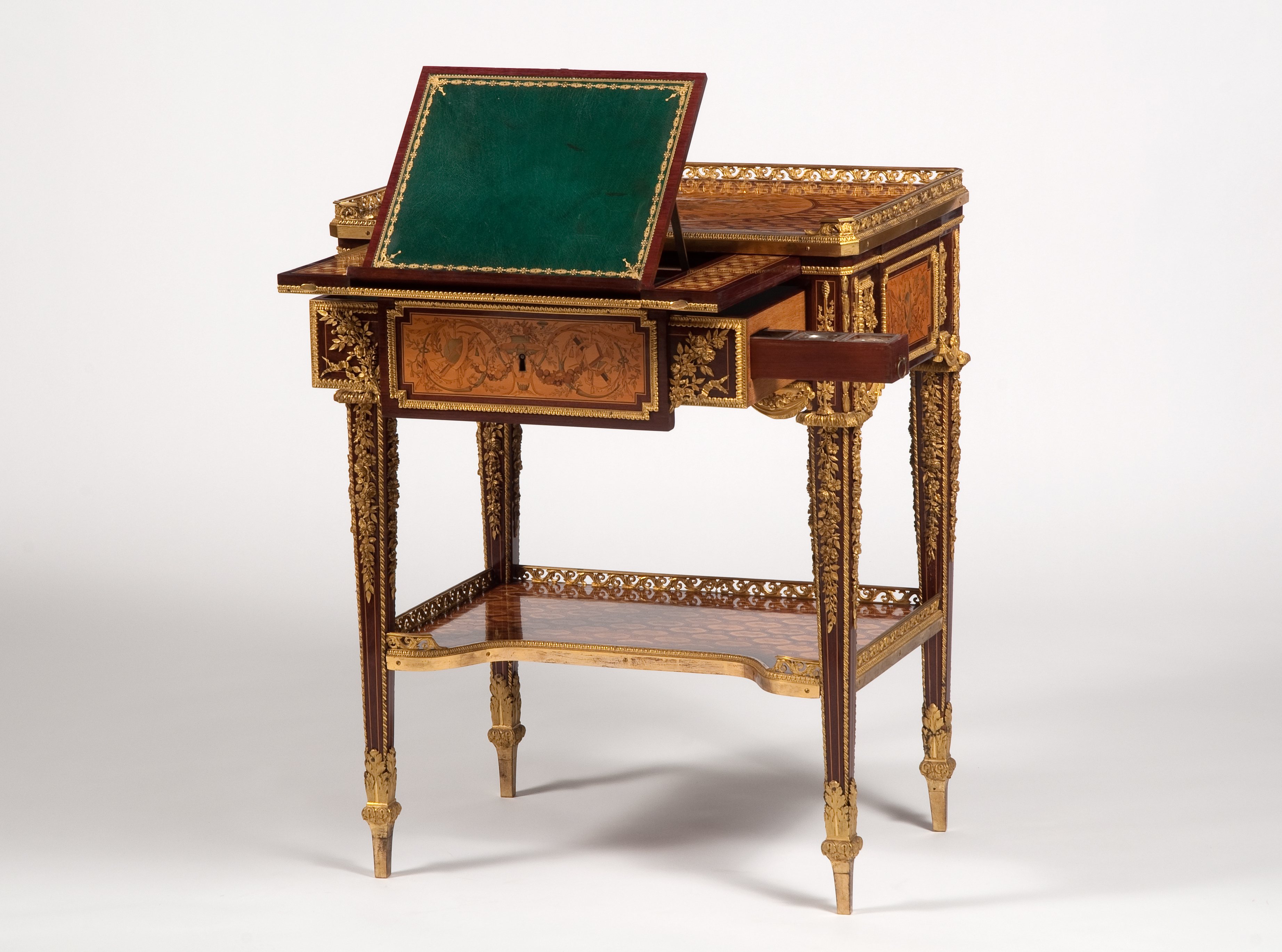
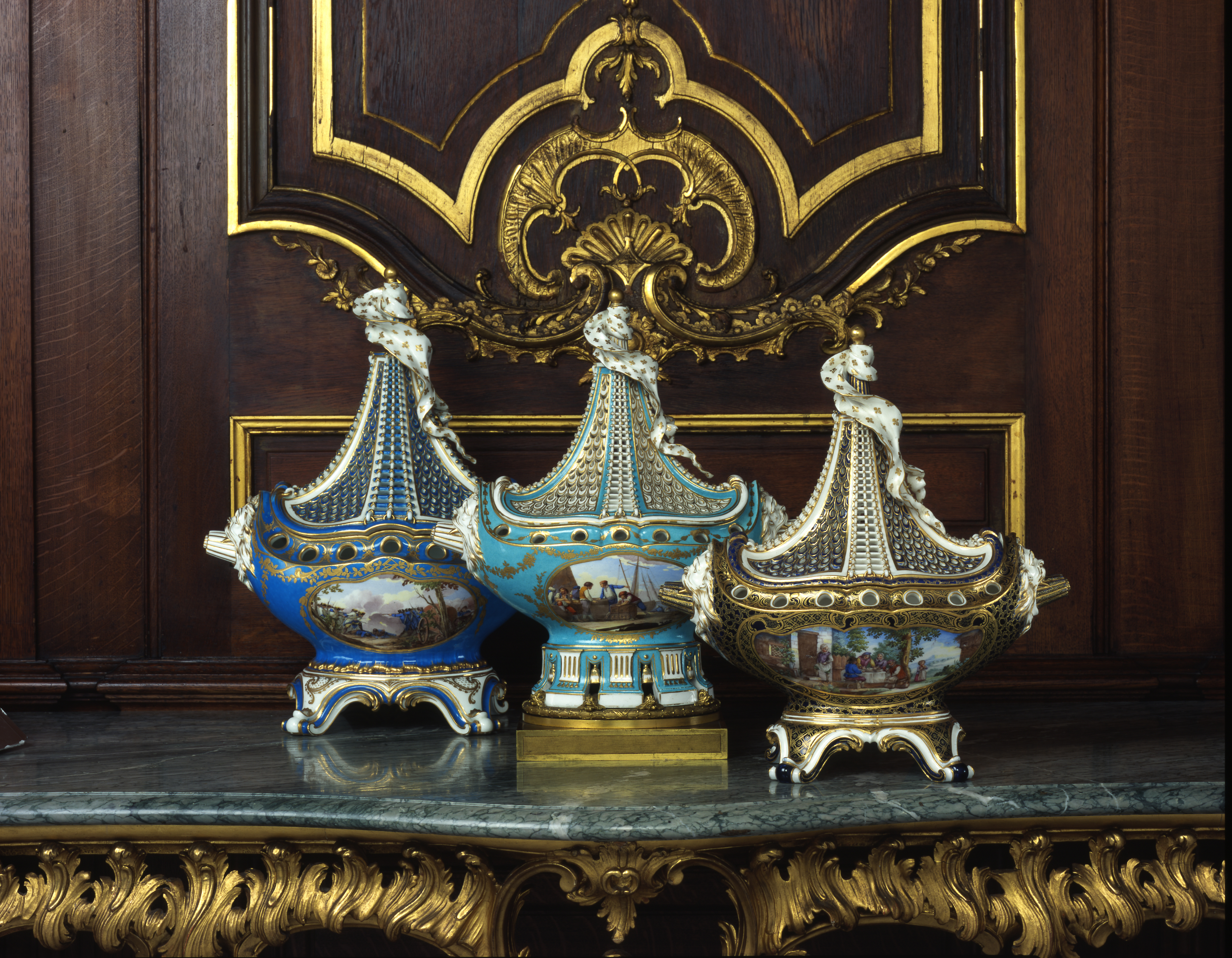
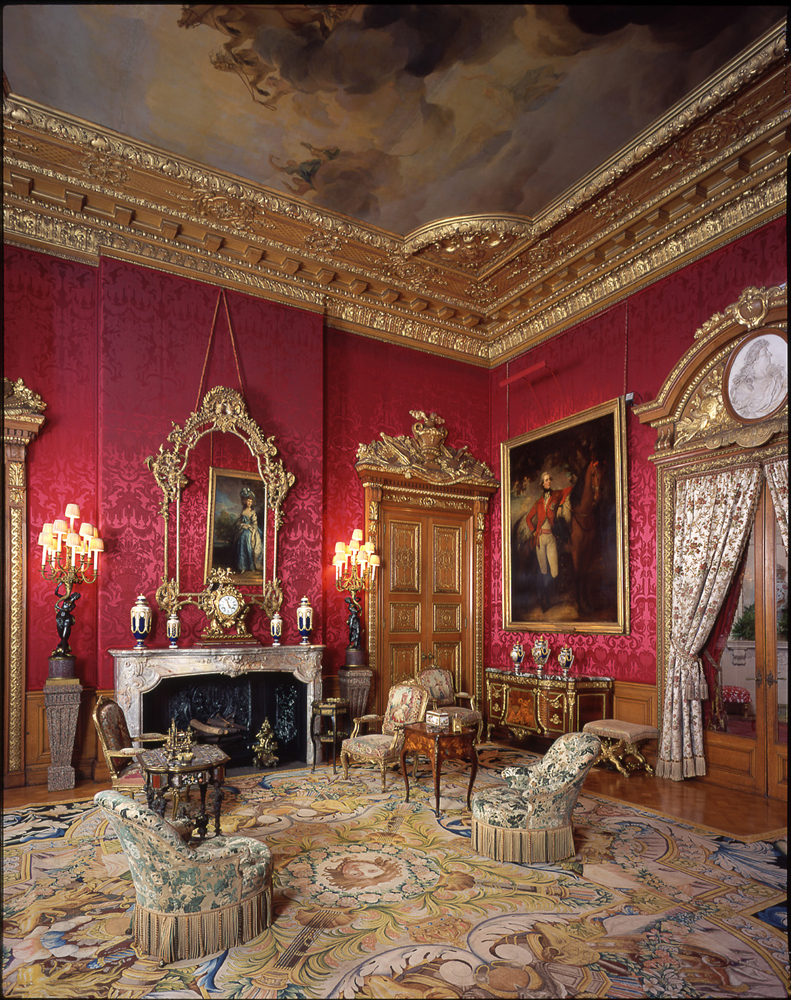
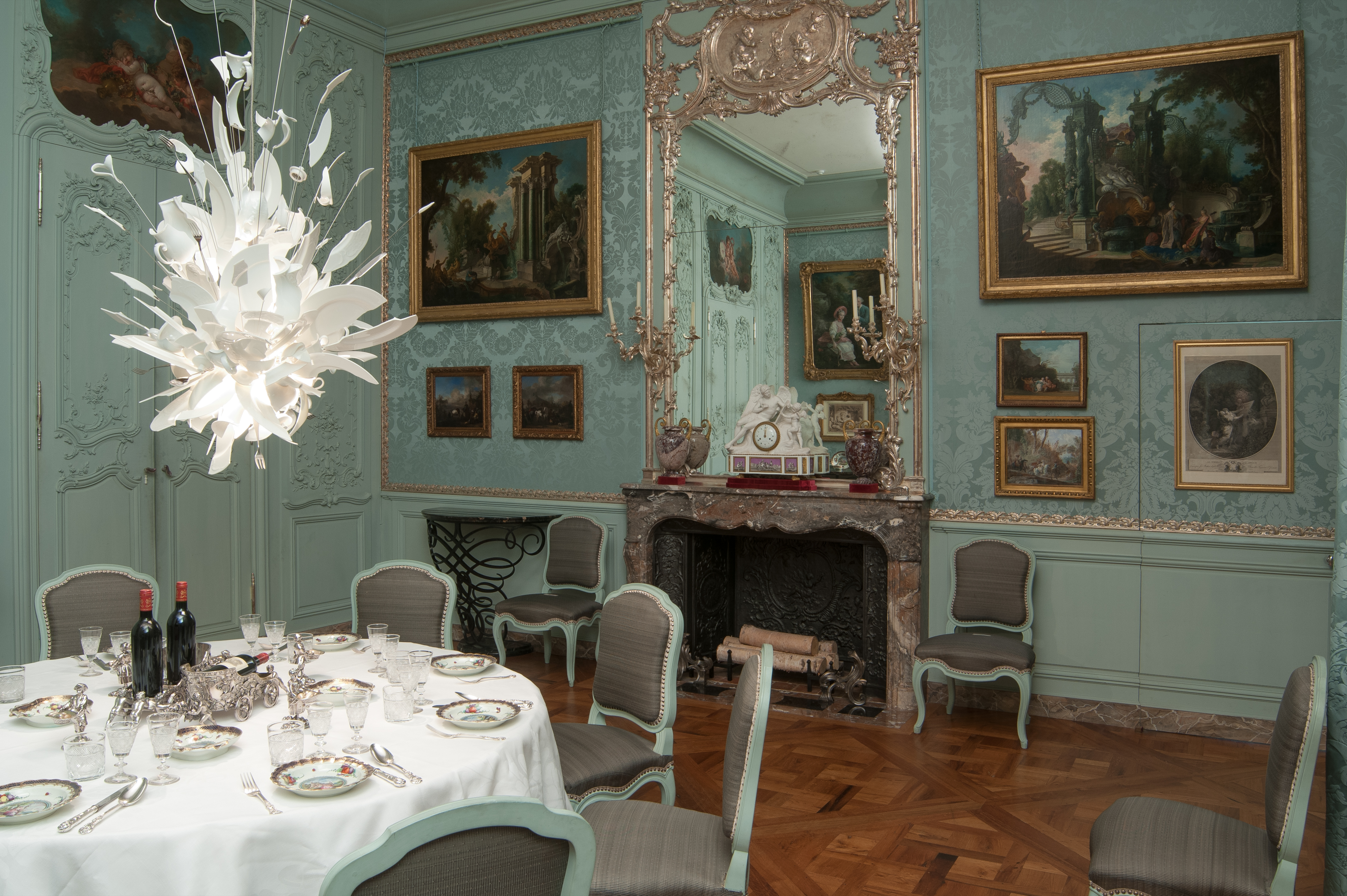
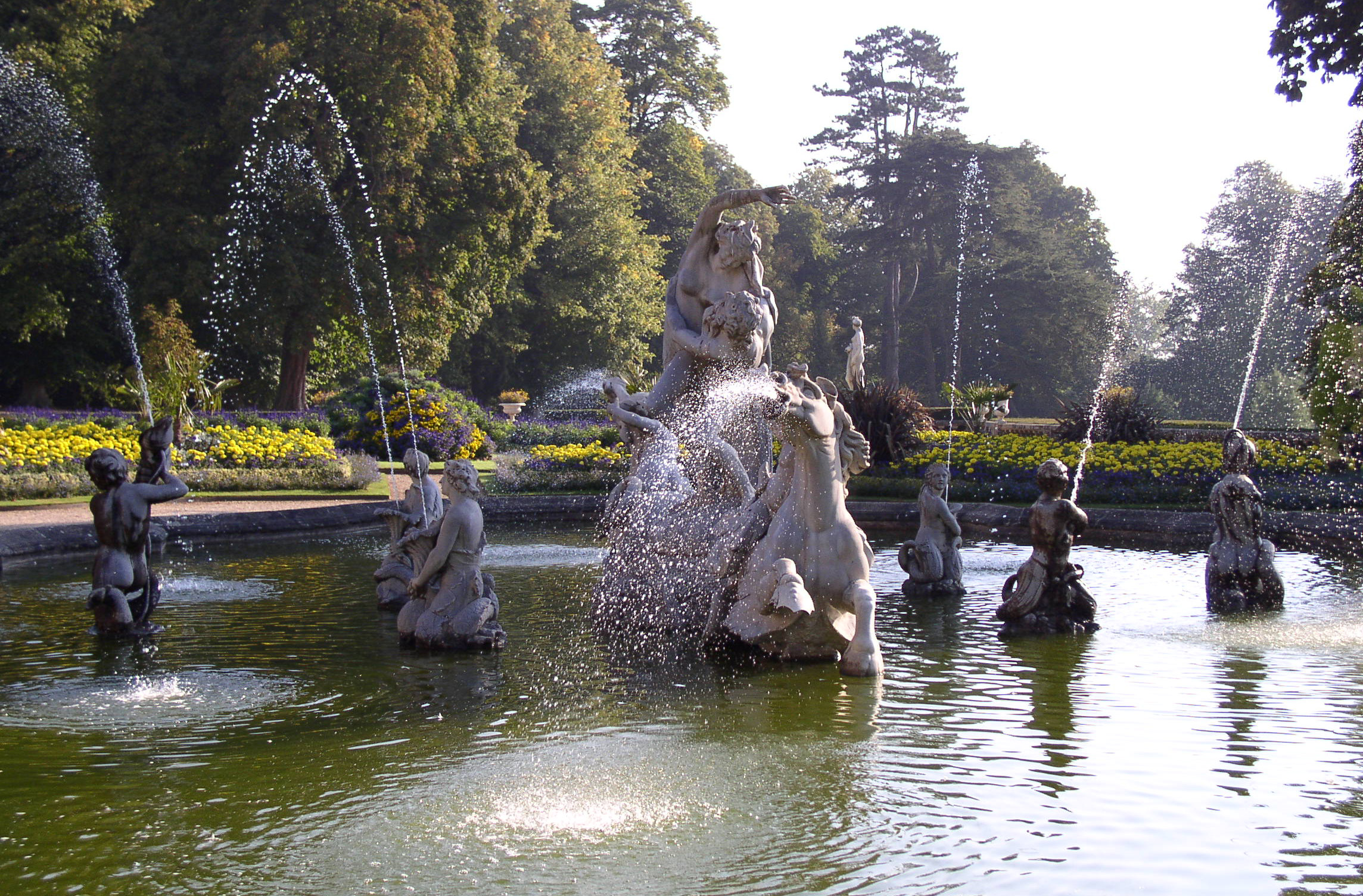
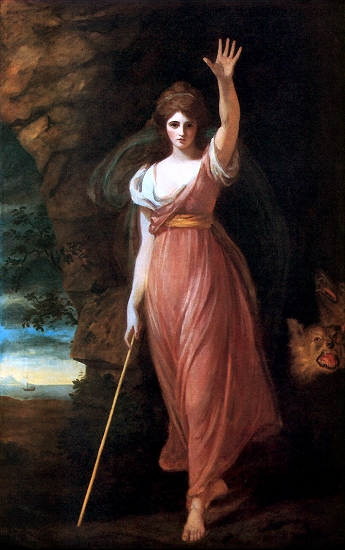